# Букей
Букей (Букей Нуралиев, Бокей; ок. 1742 — 12 мая 1815) — сын хана Младшего жуза Нуралы-хана, претендовал на ханский престол Младшего жуза, потерпев неудачу, по решению императора Всероссийского Павла I, который в 1801 году дал своё соизволение переселился с подчинявшимися ему родами на правый берег Урала, где создал полунезависимое государство Букеевскую Орду, которая существовала с 1812 года по 1845 год, в 1812 году был избран ханом Букеевской Орды.

## Султан Букей
В исторических источниках указывается, что в 1797 году султан Букей претендовал на ханский престол Младшего жуза, был председателем ханского совета. Однако вместо него был избран престарелый султан Айшуак.

## Создание Букеевской Орды
Потерпев поражение на ханских выборах, султан Букей не отчаялся. В 1799 году он обратился к российскому императору Павлу I с просьбой разрешить переход части подвластных ему казахов на правобережье Урала.
11 марта 1801 года вышел приказ Павла I о разрешении султану Букею и его подвластным ему казахским родам перейти на правую сторону реки. Ему была вручена золотая медаль с портретом императора. В своём указе царь Павел I писал: «Председательствующего в ханском совете киргиз-кайсацкой Малой Орды султана Букея, сына Нурали хана, принимаю к себе охотно, позволяю кочевать там, где пожелает и в знак моего благоволения назначаю я ему медаль золотую с моим портретом, которую носить на шее на чёрной (мальтийской) ленте».
В 1801 году на правый берег Урала переселилось 5 тысяч казахских семей. Они представляли беднейшую часть казахского общества.
В последующие годы численность населения выросла. По результатам Первой Всероссийской переписи населения 1897 года в Букеевской орде было 111 тыс. жителей, из которых было 107 тысяч казахов, 3 тысячи татар и 1 тысяча русских. В столице края городе Ханская Ставка было 1366 жителей, в том числе 742 казаха, 341 татарин, 231 русский, 37 украинцев (??? В 1897 году???) .
В 1812 году Букей был признан ханом Букеевской Орды. Церемонию возведения в ханское достоинство и присяги российскому государству провели в роще у места слияния рек Урал и Чаган в Уральске. С тех пор роща носит название Ханской.
12 мая 1815 года Букей скончался. Его место на ханском престоле должен был занять 14-летний Джангер (Жангир). Временным правителем Букеевской Орды был назначен Шигай (1815—1823), младший брат Букея.
В октябре 2011 года в селе Малый Арал Красноярского района Астраханской области был открыт мавзолей Букея.